# Bouquetot
Bouquetot est une commune française située dans le département de l'Eure, en région Normandie.
Ses habitants sont appelés les Bouquetotois.

## Géographie

### Localisation
|               | Hauville                                                      | Honguemare-Guenouville              |
| Rougemontiers | Bouquetot                                                     | Honguemare-Guenouville Bourg-Achard |
|               | Flancourt-Crescy-en-Roumois (comm. dél. de Flancourt-Catelon) |                                     |

### Hydrographie
La commune est située dans le bassin Seine-Normandie. Elle n'est drainée par aucun cours d'eau,.

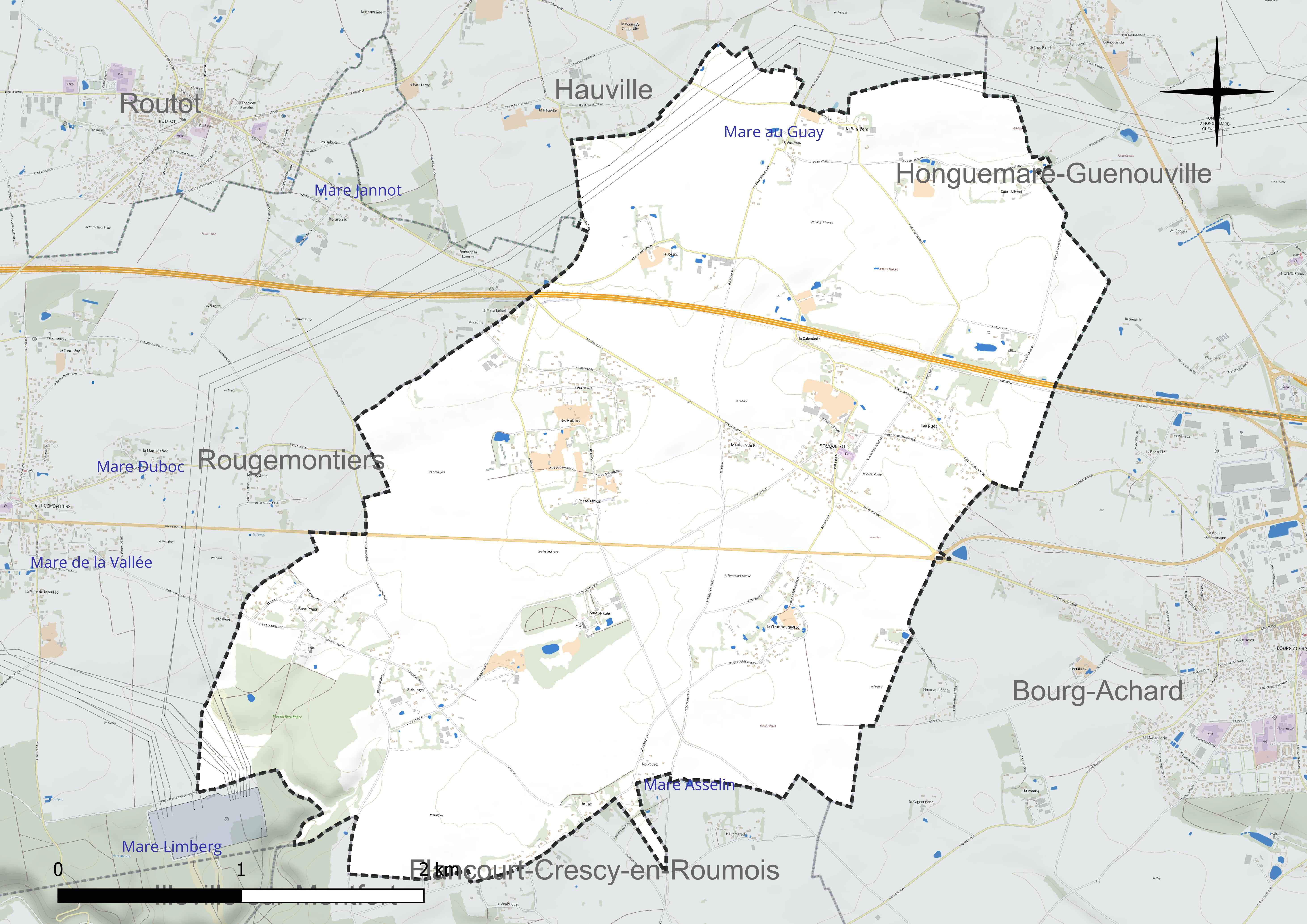
Réseau hydrographique de Bouquetot.

Un plan d'eau complète le réseau hydrographique : la mare au Guay (0,1 ha),.

### Climat
Pour des articles plus généraux, voir Climat de la Normandie et Climat de l'Eure.
En 2010, le climat de la commune est de type climat océanique altéré, selon une étude du CNRS s'appuyant sur une série de données couvrant la période 1971-2000. En 2020, Météo-France publie une typologie des climats de la France métropolitaine dans laquelle la commune est exposée à un climat océanique et est dans la région climatique  Côtes de la Manche orientale, caractérisée par un faible ensoleillement (1 550 h/an) ; forte humidité de l’air (plus de 20 h/jour avec humidité relative > 80 % en hiver), vents forts fréquents. Parallèlement le GIEC normand, un groupe régional d’experts sur le climat, différencie quant à lui, dans une étude de 2020, trois grands types de climats pour la région Normandie, nuancés à une échelle plus fine par les facteurs géographiques locaux. La commune est, selon ce zonage, exposée à un « climat contrasté des collines », correspondant au Pays d’Auge, Lieuvin et Roumois, moins directement soumis aux flux océaniques et connaissant toutefois des précipitations assez marquées en raison des reliefs collinaires qui favorisent leur formation.
Pour la période 1971-2000, la température annuelle moyenne est de 10,3 °C, avec  une amplitude thermique annuelle de 13,8 °C. Le cumul annuel moyen de précipitations est de 828 mm, avec 12,9 jours de précipitations en janvier et 8,4 jours en juillet. Pour la période 1991-2020, la température moyenne annuelle observée sur la station météorologique la plus proche, située sur la commune de Jumièges à 8 km à vol d'oiseau, est de 12,2 °C et le cumul annuel moyen de précipitations est de 843,5 mm,. Pour l'avenir, les paramètres climatiques de la commune estimés pour 2050 selon différents scénarios d’émission de gaz à effet de serre sont consultables sur un site dédié publié par Météo-France en novembre 2022.

## Urbanisme

### Typologie
Au 1er janvier 2024, Bouquetot est catégorisée commune rurale à habitat dispersé, selon la nouvelle grille communale de densité à 7 niveaux définie par l'Insee en 2022.
Elle est située hors unité urbaine. Par ailleurs la commune fait partie de l'aire d'attraction de Rouen, dont elle est une commune de la couronne,. Cette aire, qui regroupe 317 communes, est catégorisée dans les aires de 200 000 à moins de 700 000 habitants,.

### Occupation des sols
L'occupation des sols de la commune, telle qu'elle ressort de la base de données européenne d’occupation biophysique des sols Corine Land Cover (CLC), est marquée par l'importance des territoires agricoles (91,8 % en 2018), en diminution par rapport à 1990 (96,3 %). La répartition détaillée en 2018 est la suivante : 
terres arables (76,7 %), zones agricoles hétérogènes (12 %), zones urbanisées (4 %), forêts (4 %), prairies (3,1 %), zones industrielles ou commerciales et réseaux de communication (0,1 %). L'évolution de l’occupation des sols de la commune et de ses infrastructures peut être observée sur les différentes représentations cartographiques du territoire : la carte de Cassini (XVIIIe siècle), la carte d'état-major (1820-1866) et les cartes ou photos aériennes de l'IGN pour la période actuelle (1950 à aujourd'hui).

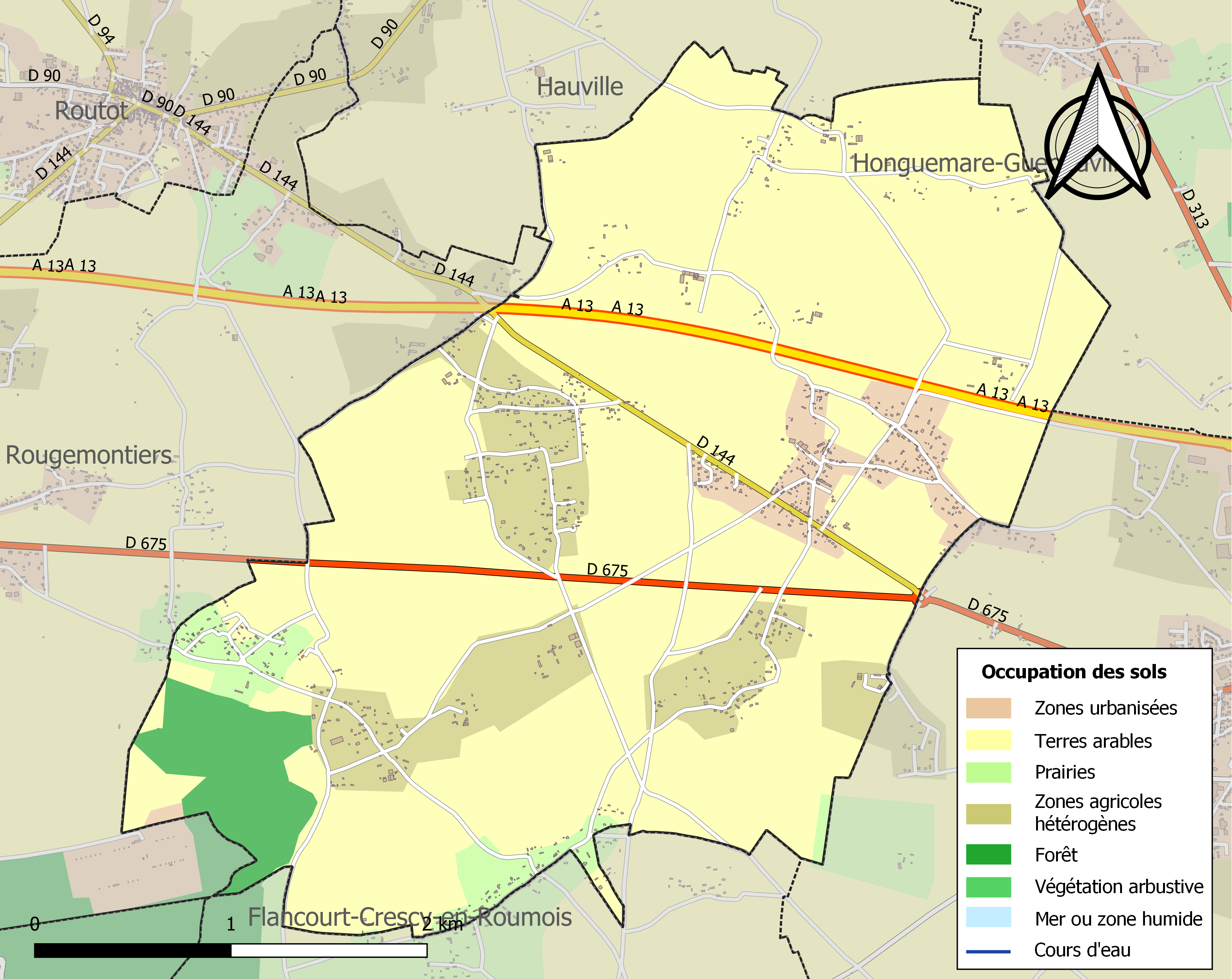
Carte des infrastructures et de l'occupation des sols de la commune en 2018 (CLC).

## Toponymie
Le nom de la localité est attesté sous les formes Bochetot en 1179, Bouketot en 1198, Boquethot en 1205, Buchetot en 1206 (cartulaire de Jumiéges), Boketot en 1243 (cartulaire de Préaux), Bochetot au XIIIe siècle (charte de Robert de Meulan), Bouquelot en 1825 (Dictionnaire général des communes).
Il s'agit d'un type toponymique scandinave en -topt,, -toft. Topt est un appellatif désignant un établissement rural. Il a évolué en tot en Normandie, en toft dans la plupart des pays du Nord (Danemark, Norvège, Grande-Bretagne) et -tótt en Islande.
Le premier élément Bouque- est issu de l'ancien scandinave bók « hêtre », qui se perpétue dans le norvégien bøk et le danois bøg. La graphie Boch- des formes les plus anciennes note [bok] ou [buk].
Homonymie avec Bouquetot à Clarbec (Calvados), à Duranville (Eure, Bochetot 1178), à Cerisy-la-Forêt (Calvados) et Bøgetofte (Danemark).
En outre, l'élément Bouque- se retrouve dans les nombreux Bouquelon, (la) Bouquelonde, Boclon, où il est suivi de l'appellatif lundr « bois » (voir la Londe).

## Histoire
Siège ancien des fiefs de Illeville, Ruffaut, Bosc-Roger et Feugre.

## Politique et administration
| Période                                  | Période  | Identité        | Étiquette | Qualité  |
| ---------------------------------------- | -------- | --------------- | --------- | -------- |
| mars 2001                                | en cours | Joël Grainville | DVD       | Retraité |
| Les données manquantes sont à compléter. |          |                 |           |          |

## Démographie
L'évolution du nombre d'habitants est connue à travers les recensements de la population effectués dans la commune depuis 1793. Pour les communes de moins de 10 000 habitants, une enquête de recensement portant sur toute la population est réalisée tous les cinq ans, les populations de référence des années intermédiaires étant quant à elles estimées par interpolation ou extrapolation. Pour la commune, le premier recensement exhaustif entrant dans le cadre du nouveau dispositif a été réalisé en 2008.

En 2022, la commune comptait 1 049 habitants, en évolution de −2,87 % par rapport à 2016 (Eure : −0,25 %, France hors Mayotte : +2,11 %).
| 1793  | 1800  | 1806  | 1821 | 1831 | 1836 | 1841 | 1846  | 1851 |
| ----- | ----- | ----- | ---- | ---- | ---- | ---- | ----- | ---- |
| 1 015 | 1 034 | 1 030 | 970  | 961  | 903  | 863  | 1 020 | 985  |

| 1856 | 1861 | 1866 | 1872 | 1876 | 1881 | 1886 | 1891 | 1896 |
| ---- | ---- | ---- | ---- | ---- | ---- | ---- | ---- | ---- |
| 900  | 840  | 810  | 736  | 688  | 664  | 661  | 639  | 611  |

| 1901 | 1906 | 1911 | 1921 | 1926 | 1931 | 1936 | 1946 | 1954 |
| ---- | ---- | ---- | ---- | ---- | ---- | ---- | ---- | ---- |
| 585  | 574  | 523  | 525  | 555  | 546  | 530  | 558  | 548  |

| 1962 | 1968 | 1975 | 1982 | 1990 | 1999 | 2006 | 2008  | 2013  |
| ---- | ---- | ---- | ---- | ---- | ---- | ---- | ----- | ----- |
| 523  | 513  | 589  | 645  | 781  | 840  | 974  | 1 012 | 1 080 |

| 2018  | 2022  | - | - | - | - | - | - | - |
| ----- | ----- | - | - | - | - | - | - | - |
| 1 041 | 1 049 | - | - | - | - | - | - | - |

## Culture locale et patrimoine

### Lieux et monuments
La commune de Bouquetot compte deux édifices inscrits au titre des monuments historiques :
- Le domaine de Saint-Hilaire (XVIIe)  Inscrit MH (2006)[26]. La chapelle et le château ont été édifiés sous le règne de Louis XIII pour Pierre Le Vicomte[26], entre 1633 et 1640[27]. Le château est fait de briques et pierres et se trouve pourvu d'un pavillon de plan carré au sud-est. L'appareil de briques est rehaussé d'un décor de croisillons vernissés. À l'intérieur, l'escalier et le grand salon présentent des dispositions et un décor caractéristiques des années 1640 : balustres carrés, chimères sur consoles, cheminées monumentales en pierre à cariatides, portrait équestre. Quant à la chapelle, elle s'achève par une abside à pans coupés et présente également des maçonneries en briques et en pierres. Une verrière en grisaille, déjà en place en 1646, représente la récolte de la manne. Enfin, les dépendances conservent un pressoir en pans de bois et couvert de chaume[26] ;
- L'église Saint-Philibert (XIIe, XIIIe, XVIIe et XVIIIe)  Inscrit MH (1926)[28]. Cette église, placée sous le patronage du prieur de Bourg-Achard, date du XIIe siècle. De cette époque, il ne subsiste que quelques parties de la nef à un vaisseau. Les murs de la nef ont été rehaussés au XIIIe siècle. Le chœur et la tour ont été bâtis au milieu du XIIIe siècle. La tourelle d'escalier de la tour bâtie date du XVe siècle. Aux XVIIe et XVIIIe siècles, les baies de la tour sont refaites au sud, au nord et à l'ouest et la hauteur de la tour est diminuée[29].

Par ailleurs, de nombreux autres édifices sont inscrits à l'inventaire général du patrimoine culturel :
- Un château des XVIe et XVIIe siècles au lieu-dit le Bosc Roger[30] ;
- Une croix de cimetière des XVIe et XVIIIe siècles[31] ;
- Un manoir des XVe et XVIIe siècles au lieu-dit la Haye[32]. Le manoir a été bâti au XVe siècle. Au XVIIe siècle, le deuxième corps de bâtiment a été ajouté et le mur d'enceinte ainsi que la tourelle ont été édifiés. La chapelle saint Adrien a été bâtie pour Nicolas Voisin au cours du même siècle. Enfin, le portail en maçonnerie date du XVIIIe siècle[32],[27] ;
- Trois maisons : la première du XVIIe siècle au lieu-dit Saint-Paul-de-la-Haye[33], la deuxième du XVIIIe siècle au lieu-dit Vieux Bouquetot[34] et la dernière du XVIIIe siècle au lieu-dit le Tac[35] ;
- De nombreuses fermes : une du XVIIIe siècle au lieu-dit la Calendrie[36], une du XVIIIe siècle au lieu-dit la Haye[37], une du XIXe siècle au lieu-dit Saint-Michel[38], une des XVIIIe et XIXe siècles au lieu-dit le Passe-Temps[39] et une dernière du XVIIe siècle[40].

À noter également que trois édifices aujourd'hui détruits sont inscrits à l'inventaire général du patrimoine culturel. Il s'agit de l'église Saint-Michel, de l'église Saint-Paul et d'un manoir du XVIIe siècle.

### Patrimoine naturel

#### Site classé
- L'église Saint-Philibert, le calvaire, le cimetière, la vieille aubépine et les deux ifs  Site classé (1925)[44].

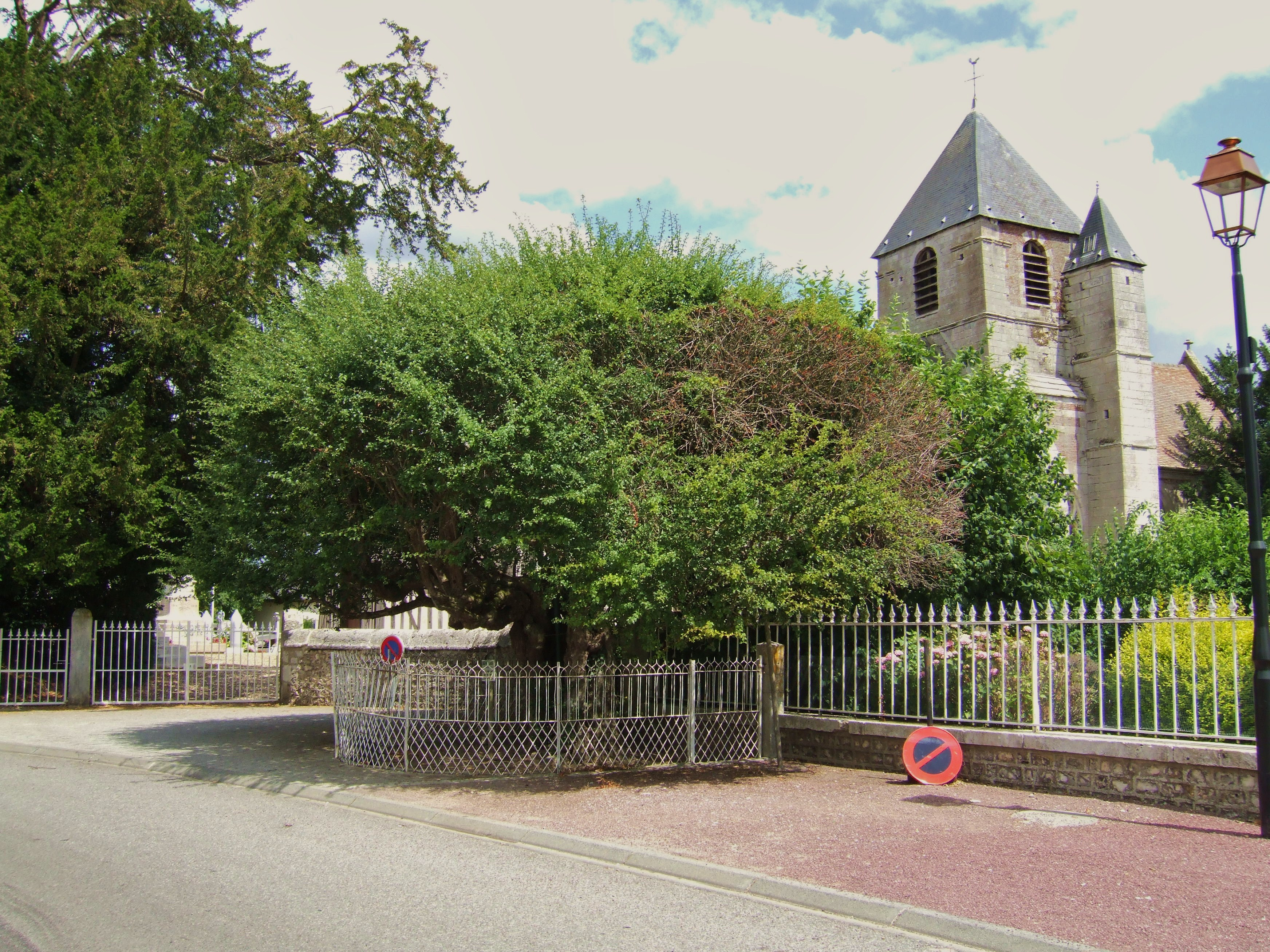
L'aubépine de Bouquetot.

#### Arbre remarquable
L'aubépine près du mur du cimetière a reçu le label « Arbres remarquables de France ». Elle aurait été plantée en 1355, au début du règne de Charles V, pour célébrer le rattachement de la Normandie à la France. Ce serait l'une des plus vieilles aubépines de France avec celle de Saint-Mars-sur-la-Futaie, en Mayenne. Elle fleurit tous les ans. Elle est devenue l'emblème du village.

### Personnalités liées à la commune
- Famille Mustel, seigneur de Bosc-Roger, dont plusieurs membres ont été maires de Rouen.